# Signagi
Signagi ali Sighnaghi (gruzinsko სიღნაღი) je mesto v najbolj vzhodni gruzijski regiji Kaheti in upravno središče občine Signagi. Čeprav je med najmanjšimi gruzijskimi kraji, Signagi služi kot priljubljena turistična točka zaradi svoje lege v središču vinorodnih regij Gruzije, pa tudi zaradi slikovite pokrajine, pastelnih hiš in ozkih, kamnitih ulic. Leži na strmem griču s pogledom na obsežno dolino reke Alazani in v daljavi na Kavkaz.

## Etimologija
Ime mesta izvira iz stare turške besede syghynak (turško: sığınak, azerbajdžanščina: sığınacaq), kar pomeni 'zavetje' ali 'azil'.

## Zgodovina
Signagi leži v regiji Kaheti v Gruziji, naseljeni od paleolitika. Skozi zgodovino je bil Signagi ali Sighnaghi znan kot Kambečovani in pozneje kot Kisihi ali Kisiki, kot ga pozna lokalno prebivalstvo. Kot naselje je prvič zapisano v začetku 18. stoletja. Leta 1762 je gruzijski kralj Heraklij II. sponzoriral gradnjo mesta in postavil trdnjavo za obrambo območja pred napadi dagestanskih plemen. Omembe teh napadov se pojavljajo v epski poeziji Avarov; imena vladarjev, ki so vodili najbolj uničujoče napade, Umma-Khan, Nursal-Bek in Mallachi, so omenjena v gruzijskih virih.
Po popisu iz leta 1770 je v Signagiju živelo 100 družin, predvsem obrtnikov in trgovcev. Ko je Gruzijo leta 1801 priključila cesarska Rusija, je Signagi (Signakh) leta 1802 uradno dobil status mesta in postal središče Signakh ujezd (rusko: Сигнахский уезд) znotraj governorata Tiflis. Leta 1812 se je mesto,  z ostalimi v Kahetiju, pridružilo uporu proti ruski vladavini. Med kavkaško vojno (od 1817 do 1864) je bilo mesto, zaradi bližine Dagestana, pomembna točka.
Mesto se je pod Sovjetsko zvezo hitro povečalo tako po velikosti kot številu prebivalcev ter postalo kmetijsko središče. Huda gospodarska kriza na območju nekdanje Sovjetske Gruzije je mesto močno prizadela, vendar je velik projekt obnove, ki ga je nedavno začela vlada Gruzije in ga je sofinanciralo več mednarodnih organizacij, namenjen pospeševanju turizma in posodobitvi infrastrukture.

## Geografija
Mesto ima površino 2978 ha, od tega 24,3 % stanovanjskih. Signagi je približno 113 km jugovzhodno od Tbilisija, glavnega mesta Gruzije. Okrožje Signagi leži na vzhodni in jugozahodni strani mesta. Mesto leži v vzhodnem vznožju pogorja Gombori, razvodnice med dolinama rek Iori in Alazani, v pridelovalnem kmetijskem in sadjarskem območju. Na nadmorski višini približno 790 m mesto gleda na  dolino reke Alazani in se spogleduje z Visokim Kavkazom.
Signagi ima blago sredozemsko podnebje. Zime so zmerno hladne, poletja pa so lahko vroča. Najvišja povprečna temperatura je julija pri 24,3 ° C, najnižja pa januarja pri 0,2 ° C. Povprečne letne količine padavin znašajo od 602,1 do 949,7 mm, najmočnejše pa se pojavljajo v spomladanskih mesecih in zgodnjem poletju.

## Znamenitosti
V Signagiju in njegovi okolici je več zgodovinskih in kulturnih spomenikov in ga je država leta 1975 posebej zaščitila. Mesto je obzidano z ostanki utrdb iz 18. stoletja. V samem mestu sta dve gruzijski pravoslavni cerkvi, ena je posvečena svetemu Juriju, druga pa sv. Štefanu. Spoštovani samostan v Bodbeju je 2 kilometra oddaljen od Signagija. Prvotno zgrajen v 9. stoletju, je bil bistveno preurejen, zlasti v 17. stoletju. Zdaj deluje kot samostan in je eno večjih romarskih krajev v Gruziji, zaradi svoje povezanosti s sveto Nino, gruzijsko apostolinjo iz 4. stoletja, katere relikvije so tu shranjene.
Lokalni etnografski in arheološki muzej iz 1950-ih je bil leta 2007 nadgrajen in razvit v sodobno standardno razstavišče - Muzej Signagi. Signagi je v Gruziji znan kot Mesto ljubezni, veliko parov ga je obiskalo samo zato, da bi se tu poročilo.
- Središče Signagija
- Ulica v mestu
- Samostan Bodbe blizu Signagija kjer so posmrtni ostanki svete Nine.
- Mestno obzidje